# Android Insurrection
Android Insurrection ist ein Low-Budget-Science-Fiction-Film von Andrew Bellware aus dem Jahr 2012.

## Handlung
Im 26. Jahrhundert kämpfen Androiden und Menschen gemeinsam gegen eine Armee von tödlichen Robotern, die nur ein Ziel haben: die Zerstörung der Menschheit. Während dieses Kriegs entwickeln die Menschen einen neuen Prototyp von Androiden, an dem auch die Roboter Interesse zeigen. Die Roboter versuchen fortan mit allen Mitteln diese Klasse von Androiden für sich zu gewinnen, um auch den letzten menschlichen Widerstand zu infiltrieren und zu zerstören.

## Veröffentlichung
Der Film erschien als weltweite Erstveröffentlichung am 24. Mai 2012 in Deutschland auf DVD.

## Kritik
„Science-Fiction-Abenteuer gibt es bekanntlich in allen Preisklassen, und nicht immer sind jene mit der dicken Brieftasche den kleineren automatisch überlegen. In diesem Falle schlummert eine recht manierliche Geschichte zwischen preiswert arrangierten Lagerhausschießereien und obligaten Verfolgungsjagden durch Heizungskellerflure, und auch die Darsteller geben sich Mühe, ihren Typen Charaktertiefe und sogar einen Hauch von Humor zu verleihen. Low-Budget-Action mit Herz.“

„Roboter und Androiden proben den Aufstand gegen ihre Schöpfer, ein bewaffnetes Kommando muss es ausbaden. Bewährte Genremotive und manch origineller Ansatz in einem actiongeladenen Lowest-Budget-SciFi-Actionabenteuer.“